# Bhutan i olympiska sommarspelen 1992
Bhutan deltog i de olympiska sommarspelen 1992 med en trupp bestående av sex deltagare, men ingen av landets deltagare erövrade någon medalj.

## Bågskytte
Herrarnas individuella
- Jubzhang Jubzhang - rankningsrunda → 63:e plats
- Karma Tenzin - rankningsrunda → 71:e plats
- Pema Tshering - rankningsrunda → 75:e plats

Herrarnas lagtävling
- Jubzhang, Tenzin och Tshering - rankningsrunda → 20:e plats

Damernas individuella
- Karma Tshomo - rankningsrunda → 58:e plats
- Pem Tshering - rankningsrunda → 60:e plats
- Namgyal Lhamu - rankningsrunda → 61:e plats

Damernas lagtävling
- Tshomo, Tshering och Lhamu - rankningsrunda → 17:e plats